# Azolino Hazon
Azolino Hazon (Torino, 20 luglio 1883 – Roma, 19 luglio 1943) è stato un generale italiano dell'Arma dei Carabinieri, Medaglia d'Argento al Valor Militare.

## Biografia
Hazon entrò alla Scuola Militare il 5 novembre 1904 e si diplomò sottotenente il 14 settembre 1906. Cominciò il servizio nel 6º Reggimento Alpini, con il quale combatté in Libia durante la guerra italo-turca. Il 31 marzo 1912 fu trasferito all'Arma dei Carabinieri e assegnato alla Legione Allievi e poi alla Legione Bologna. Successivamente fu trasferito alla Legione di Roma e partecipò alla Prima Guerra Mondiale con il grado di tenente e successivamente di capitano. Fu promosso maggiore nel 1920 e Tenente Colonnello nel 1927, prestò servizio in vari comandi territoriali. Il 17 dicembre 1934, promosso Colonnello, fu nominato Ispettore della IV Zona (Roma). Partecipò alla Seconda Guerra Italo-Etiopica. Il 7 settembre 1937, per i meriti conseguiti nella Campagna d’Etiopia, ottenne l’avanzamento straordinario per meriti eccezionali a Generale di Brigata, grado con cui resse il comando della 5ª e poi della 4ª Brigata Carabinieri. 
Da una sua relazione si evince che i Carabinieri, dopo il fallito attentato contro il viceré d'Etiopia Rodolfo Graziani del 19 febbraio 1937, passarono per le armi, a titolo di rappresaglia, 2509 indigeni.
Il 10 novembre 1940 fu promosso Generale di Divisione e destinato, quale Comandante, alla 2ª Divisione Carabinieri “Podgora”. Il 22 giugno 1942 fu nominato Vice Comandante Generale dell'Arma. Divenuto comandante generale dell'Arma dei Carabinieri dal 23 febbraio 1943, primo militare dell'Arma a ricoprire tale carica, morì il 19 luglio di quello stesso anno a causa dei bombardamenti del quartiere San Lorenzo a Roma. A lui è oggi intitolata la caserma che è sede attuale del comando generale.